# Ferrokalk
Ferrokalk är en krom- och kalkhaltig slagg från tillverkningen av ferrokrom vid Ferrolegeringar AB i Trollhättan.
Slaggen användes främst från 1950-talet fram till 1970-talet som jordförbättringsmedel och fyllnadsmaterial vid vägbyggen och markarbeten. 
Slaggen är fast glasaktigt grön, svart, sfärisk svart eller lättvittrande vit slagg vilket är den vanligast förekommande typen av slagg. Slaggen/T-kalken är basisk och lättvittrad och innehåller metallen krom i varierande koncentration. Krom, i sin tur, är i vissa former vattenlösligt och hälsofarligt. Lakvattnet får ett högt pH. Detta, tillsammans med urlakningsrisken av krom, innebär generellt en miljö- och hälsorisk. 
Användningen av slaggen som fyllnadsmaterial och jordförbättringsmedel förbjöds sedan miljö- och hälsoriskerna blivit kända.
Ferrokalken betecknas som farligt avfall och måste tas om hand och hanteras under kontrollerade former.